# Bassia scoparia subsp. scoparia
Bassia scoparia subsp. scoparia é uma subespécie de planta com flor pertencente à família Chenopodiaceae. 
A autoridade científica da subespécie é (L.) Voss, tendo sido publicada em Deutsche Gartenrat 1(37): 289-290 (1903).
Os seus nomes comuns são berverde, mirabela ou valverde.

## Portugal
Trata-se de uma subespécie presente no território português, nomeadamente em Portugal Continental.
Em termos de naturalidade é nativa da região atrás indicada.

## Protecção
Não se encontra protegida por legislação portuguesa ou da Comunidade Europeia.